# رنه باونس
رنه باونس (انگلیسی: René Bauwens؛ ۱۱ مارس ۱۸۹۴ – ۲۹ اوت ۱۹۵۹) ورزشکار واترپلو اهل بلژیک بود.
وی در مسابقات کشوری و بین‌المللی در مجموع برندهٔ ۱ مدال نقره شده‌است.